# Спаркс, Гордон
Го́рдон А. «Спа́рки» Спаркс (англ. Gordon A. "Sparkie" Sparkes; род. 1945) — канадский кёрлингист.
В составе мужской сборной Канады бронзовый призёр чемпионата мира 1979. Чемпион Канады среди мужчин.
Играл на позиции второго.

## Достижения
- Чемпионат мира по кёрлингу среди мужчин: бронза (1979).
- Чемпионат Канады по кёрлингу среди мужчин: золото (1979).

## Команды
| Сезон   | Четвёртый  | Третий    | Второй        | Первый     | Турниры           |
| ------- | ---------- | --------- | ------------- | ---------- | ----------------- |
| 1978—79 | Барри Фрай | Билл Кэри | Гордон Спаркс | Брайан Вуд | ЧК 1979 · ЧМ 1979 |

(скипы выделены полужирным шрифтом)